# 1908年の政治
1908年の政治（1908ねんのせいじ）では、1908年（明治41年）の政治分野に関する出来事について記述する。

## できごと

### 1月
- 1月2日 - バンクーバーで再び排日暴動が起きる。
- 1月4日 - モロッコのフェズでスルタンのアブデル・アジズの弟、アブデル・ハフィズが反乱。自らスルタンを名乗る。
- 1月21日 - ニューヨークで市の公共施設内における女性の喫煙を違法とする市条例制定。
- 1月22日 - イギリス労働党大会で社会主義路線の支持を決議。
- 1月25日 - 外務省、移民各社にハワイ移民の停止を通告。

### 2月
- 2月1日 - ポルトガル国王カルロス1世とその皇太子が暗殺される。
- 2月10日 - エジプト国民党の創設者、ムスタファ・カーミルが死去。
- 2月16日 - 社会主義同志会、片山潜派と西川光二郎派に分裂。
- 2月18日 - 移民に関する日米紳士協約が結ばれる。日本は米国への新規移民を禁止することを約束した。
- 2月19日 - 米ミシシッピ州で禁酒法実施。

### 3月
- 3月3日 - ブルガリア王国独立。
- 3月4日 - フランス、アルヘシラス条約締結各国にモロッコ派兵を通告。
- 3月8日 - ニューヨークで女たちがパンと参政権を要求したデモを起こす（国際女性デーの由来）。
- 3月16日 - 石油の消費、酒造、ビール等に関する増税法公布施行。
- 3月20日 - 日本、韓国に対して1968万円の借款供与。

- 3月23日 - 韓国の外交顧問スティーブンズ、新聞紙上で日本の韓国保護政策を賞賛したことが原因でサンフランシスコにおいて韓国人に狙撃され死亡。
- 3月25日 - 衆議院、治安警察法改正案を可決。
- 3月26日 - 貴族院、治安警察法改正案を否決。
- 3月28日 - 監獄法公布。
- 3月31日 - 日本政府、第1回国債1億円を繰り上げ償還。

### 4月
- 4月1日 - 改正小学校令実施。義務教育が6年制になる。
- 4月4日 - ロシア皇帝ニコライ2世、フィンランド議会に解散命令。
- 4月5日 - イギリスでアスキス、自由党内閣成立。蔵相にロイド・ジョージ、商工相にチャーチル。
- 4月6日 - ドイツで帝国議会が、女性による政治結社設立を認める法案を可決する。
- 4月10日 - ウラジオストクで日露樺太境界画定書調印。
- 4月14日 - デンマークで25歳以上の納税者に選挙権を付与する普通選挙法を可決。
- 4月30日 - アメリカ、マサチューセッツ州ウスター（ウースター）市議会で、禁酒市条例成立。この条例により酒場76軒が閉鎖され、従業員約2000人が失業する。

### 5月

第10回衆議院総選挙党派別勢力図

- 5月5日 - 日米両国が仲裁裁判条約に調印。
- 5月7日 - オーストリア・ハンガリー帝国皇帝フランツ・ヨーゼフ1世在位50年記念式典挙行。
- 5月11日 - 米、ノースダコタ州で排日暴動。
- 5月13日 - 米、ホワイトハウスで全国（全米？）環境保護会議開催。
- 5月15日 - 第10回衆議院議員総選挙投票。立憲政友会が187議席を獲得して初の絶対多数となる。
- 5月16日 - 英仏西間でカルタヘナ条約調印。ドイツの大西洋および地中海進出を警戒したもの。
- 5月20日 - ジャワで民族主義的政治結社プディ・ウトモが結成される。
- 5月25日
  - フランスのアルマン・フェリエール大統領が訪英。英仏親善を強調。
  - 中米諸国合同裁判所がチリのカルタゴに設置。

### 6月
- 6月22日 - 赤旗事件発生。大杉栄、荒畑寒村ら14名が拘束される。

### 7月
- 7月12日 - 桂太郎に大命降下。
- 7月14日 - 第2次桂内閣発足。
- 7月23日 - オスマン帝国で青年トルコ人革命がおきる。
- 7月26日 - 現在のアメリカ連邦捜査局が設立される。

### 9月
- 9月 - 清で欽定憲法大綱の発布が行われ、国会開設が公約される。

### 10月
- 10月5日 - ブルガリアがオスマン帝国からの独立を宣言する。
- 10月6日 - オーストリア＝ハンガリー帝国がボスニアとヘルツェゴヴィナを併合。

### 11月
- 11月14日 - 清で光緒帝が崩御、翌日には最高権力者であった西太后も崩御。
- 11月30日 - 高平・ルート協定が結ばれ、日米両国の太平洋での現状維持や中国の領土保全・機会均等を約する。

### 12月

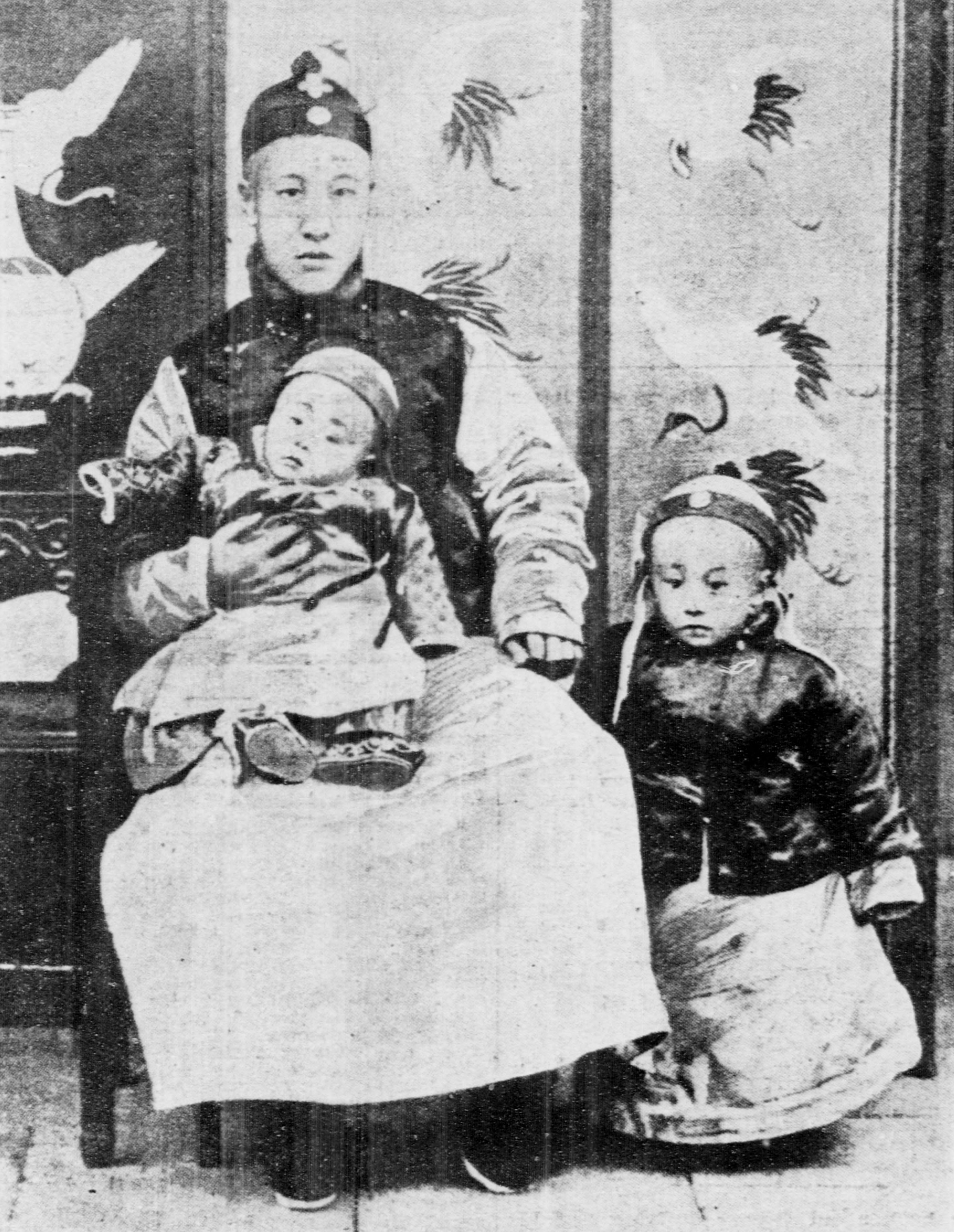
宣統帝溥儀（右、3歳）

- 12月2日 - 清朝第12代皇帝に宣統帝が即位。
- 12月22日 - 第25議会召集。